# إخوان (فلم)
إخوان هو فيلمٌ قصيرٌ عُرض في أيلول/سبتمبر من عام 2018 لمخرجتهِ مريم جعبر.

## القصّة
يُعتبر الفيلمُ من نوعيّة الأفلام ذات الإنتاج المشترك حيثُ شاركت في إنتاجهِ عددٌ من الشركات من كندا وتونس وقطر والسويد. يستكشفُ الفيلم التوترات داخل أسرة تونسية عندما يعود شابٌ غائب منذ عدة سنوات إلى منزله رفقة زوجتهِ السوريّة الجديدة والتي ترتدي النقاب مما يتسبَّبُ له في مشاكل جمّة مع والده الذي يشتبهُ في أن نجله كان يعملُ لصالح تتظيم الدولة الإسلامية.

## العنوان
اختيرت كلمة «إخوان» كعنوانٍ للفيلم حتى تعكس الدلالات العائلية لكلمة «الأخوة»، وتعكس أيضًا ما يعيشهُ تنظيم الإخوان المسلمون المثيرِ للجدل.

## الجوائز
عُرض الفيلم لأول مرة في مهرجان تورنتو السينمائي الدولي عام 2018 حيث فاز بجائزة أفضل فيلمٍ قصيرٍ. أُدرج في كانون الأول/ديسمبر 2018 في قائمة TIFF لأفضل عشرة أفلام في كندا بنهاية العام.
فازَ الفيلمُ في حفل توزيعِ جوائز كيبيك الحادي والعشرين للسينما في عام 201 بجائزة جائزة إيريس (بالفرنسية: Prix Iris) لأفضل فيلمٍ قصيرٍ، كما حصل الفيلم على ترشيح لأفضل فيلم قصير في حفل توزيع جوائز الأوسكار الثاني والتسعون.